# Ministre des Femmes et de l'Égalité des genres
La ministre des Femmes et de l'Égalité des genres (auparavant appelée ministre de la Condition féminine, ministre responsable de la Condition féminine ou ministre des Femmes, de l'Égalité des genres et de la Jeunesse) est la ministre du gouvernement fédéral canadien chargée de promouvoir l'égalité femmes-hommes et la participation des femmes et de la jeunesse à l'économie, à la société et à la vie politique du Canada.
Le ministère des Femmes et de l'Égalité des genres est devenu un ministère à part entière le 13 décembre 2018 alors qu'il était auparavant une agence sous la responsabilité de Patrimoine canadien.

## Historique
Le poste de ministre de la Condition féminine a été créé à la suite de la Commission royale sur la Condition féminine réunie en 1967 par le gouvernement de Lester B. Pearson. 
La Condition féminine n'était pas, jusqu'en 2018, un portefeuille à part entière : il s'agit le plus souvent d'un membre du Cabinet du Canada qui reçoit le poste de ministre responsable de la Condition féminine en plus d'un autre portefeuille. La responsabilité est parfois déléguée à une ministre d'État, comme tel est le cas au sein du 29e conseil des ministres (dirigé par Justin Trudeau), même si en pratique le titre de « ministre » était attribué au titulaire du poste.
Le ministère Femmes et Égalité des genres Canada est officiellement créé le 13 décembre 2018.
Le 26 octobre 2021, l'intitulé devient ministre des Femmes, de l'Égalité des genres et de la Jeunesse. Après une brève période (mars-mai 2025) où le poste est aboli, le poste de ministre des Femmes et de l'Égalité des genres est attribué à Rechie Valdez le 13 mai 2025.

## Liste des titulaires
| Titulaire Parti                                                                     | Titulaire Parti                                | Titulaire Parti                                | Début                                          | Fin                                            | Cabinet          |
| ----------------------------------------------------------------------------------- | ---------------------------------------------- | ---------------------------------------------- | ---------------------------------------------- | ---------------------------------------------- | ---------------- |
| Ministre des Femmes et de l'Égalité des genres                                      | Ministre des Femmes et de l'Égalité des genres | Ministre des Femmes et de l'Égalité des genres | Ministre des Femmes et de l'Égalité des genres | Ministre des Femmes et de l'Égalité des genres | 29e (J. Trudeau) |
|                                                                                     |                                                | Maryam Monsef Libéral                          | 12 décembre 2018                               | 19 novembre 2019                               | 29e (J. Trudeau) |
| Ministre des Femmes et de l'Égalité des genres et du Développement économique rural |                                                |                                                |                                                |                                                | 29e (J. Trudeau) |
|                                                                                     |                                                | Maryam Monsef Libéral                          | 20 novembre 2019                               | 26 octobre 2021                                | 29e (J. Trudeau) |
| Ministre des Femmes, de l'Égalité des genres et de la Jeunesse                      |                                                |                                                |                                                |                                                | 29e (J. Trudeau) |
|                                                                                     |                                                | Marci Ien Libéral                              | 26 octobre 2021                                | 15 mars 2025                                   | 29e (J. Trudeau) |
| Poste aboli                                                                         | Poste aboli                                    | Poste aboli                                    | 14 mars 2025                                   | 12 mai 2025                                    | 30e (Carney)     |
| Ministre des Femmes et de l'Égalité des genres                                      |                                                |                                                |                                                |                                                | 30e (Carney)     |
|                                                                                     |                                                | Rechie Valdez Libéral                          | 13 mai 2025                                    | En fonction                                    | 30e (Carney)     |

### Anciens postes
| Titulaire Intitulé | Titulaire Intitulé | Titulaire Intitulé                                                                      | Parti                     | Début             | Fin              | Cabinet          | Ministère                 |
| ------------------ | ------------------ | --------------------------------------------------------------------------------------- | ------------------------- | ----------------- | ---------------- | ---------------- | ------------------------- |
|                    |                    | Walter McLean (en) Secrétaire d'État                                                    | Progressiste-conservateur | 17 septembre 1984 | 29 juin 1986     | 24e (Mulroney)   | Condition féminine Canada |
|                    |                    | Barbara McDougall Ministre déléguée à la Situation de la femme                          | Progressiste-conservateur | 30 juin 1986      | 22 février 1990  | 24e (Mulroney)   | Condition féminine Canada |
|                    |                    | Mary Collins (en) Ministre déléguée à la Situation de la femme                          | Progressiste-conservateur | 23 février 1990   | 24 juin 1993     | 24e (Mulroney)   | Condition féminine Canada |
| 25 juin 1993       | 3 novembre 1993    | Mary Collins (en) Ministre déléguée à la Situation de la femme                          | Progressiste-conservateur | 25e (Campbell)    |                  |                  | Condition féminine Canada |
|                    |                    | Sheila Finestone Secrétaire d'État au Multiculturalisme et à la Situation de la femme   | Libéral                   | 4 novembre 1993   | 24 janvier 1996  | 26e (Chrétien)   | Condition féminine Canada |
|                    |                    | Hedy Fry Secrétaire d'État au Multiculturalisme et à la Situation de la femme           | Libéral                   | 25 janvier 1996   | 27 janvier 2002  | 26e (Chrétien)   | Condition féminine Canada |
|                    |                    | Claudette Bradshaw Secrétaire d'État au Multiculturalisme et à la Situation de la femme | Libéral                   | 15 janvier 2002   | 25 mai 2002      | 26e (Chrétien)   | Condition féminine Canada |
|                    |                    | Jean Augustine Secrétaire d'État au Multiculturalisme et à la Situation de la femme     | Libéral                   | 26 mai 2002       | 11 décembre 2003 | 26e (Chrétien)   | Condition féminine Canada |
|                    |                    | Jean Augustine Ministre d'État au Multiculturalisme et à la Situation de la femme       | Libéral                   | 12 décembre 2003  | 19 juillet 2004  | 27e (Martin)     | Condition féminine Canada |
|                    |                    | Liza Frulla Ministre responsable de la Condition féminine                               | Libéral                   | 20 juillet 2004   | 5 février 2006   | 27e (Martin)     | Condition féminine Canada |
|                    |                    | Bev Oda Ministre du Patrimoine canadien et de la Condition féminine                     | Conservateur              | 6 février 2006    | 13 août 2007     | 28e (Harper)     | Condition féminine Canada |
|                    |                    | Josée Verner, Ministre du Patrimoine canadien et de la Condition féminine               | Conservateur              | 14 août 2007      | 29 octobre 2008  | 28e (Harper)     | Condition féminine Canada |
|                    |                    | Helena Guergis Ministre d'État à la Condition féminine                                  | Conservateur              | 30 octobre 2008   | 8 avril 2010     | 28e (Harper)     | Condition féminine Canada |
|                    |                    | Rona Ambrose Ministre de la Condition féminine                                          | Conservateur              | 9 avril 2010      | 14 juillet 2013  | 28e (Harper)     | Condition féminine Canada |
|                    |                    | Kellie Leitch Ministre de la Condition féminine                                         | Conservateur              | 15 juillet 2013   | 3 novembre 2015  | 28e (Harper)     | Condition féminine Canada |
|                    |                    | Patricia Hajdu Ministre de la Condition féminine                                        | Libéral                   | 4 novembre 2015   | 9 janvier 2017   | 29e (J. Trudeau) | Condition féminine Canada |
|                    |                    | Maryam Monsef Ministre de la Condition féminine                                         | Libéral                   | 10 janvier 2017   | 12 décembre 2018 | 29e (J. Trudeau) | Condition féminine Canada |